# Ворничениј Мичи
Ворничениј Мичи (рум. Vornicenii Mici) насеље је у Румунији у округу Сучава у општини Моара. Oпштина се налази на надморској висини од 336 m.

## Становништво
Према подацима из 2002. године у насељу је живело 99 становника.